# Arturo Benedetti Michelangeli
Arturo Francesco Andrea Giovanni Maria Benedetti Michelangeli (Orzinuovi, Lombardia, 1920. január 5. – Lugano, 1995. június 12.) olasz zongoraművész és -tanár, zeneszerző. Hangszerének világviszonylatban egyik legnagyobb művésze a 20. században.

## Élete

### Olaszországi pályája
Umbriai szülei két héttel világra jötte előtt költöztek a lombard kisvárosba. Ügyvéd édesapja, aki alapos zenei képzést is kapott, az első világháborúban szerzett tüdőbetegsége miatt feladta munkáját. Benedetti Michelangeli egy interjúban arról beszélt, hogy a Benedetti ágon német ősei vannak.
A szülői házban szerzett első zenei ismeretek után négyévesen került az Orzinuovi közelében lévő nagyváros, Brescia Antonio Venturi Zeneiskolájába. Itt zongorát és hegedűt együtt tanult. 1930-ban Milánóban lett előbb Giovanni Anfossi magánnövendéke, majd az év őszén a híres Giuseppe Verdi Konzervatórium diákja. 1933-ban a római Accademia di Santa Cecilián tanult Alfredo Casellánál. Záróvizsgáját Milánóban, 1934. június 12-én tette le, műsorán Brahms Paganini-variációinak első kötete és Ravel Jeux d'eau-ja volt. Ebben az évben részt vett Arthur Schnabel tremezzoi kurzusán. Anfossinál is tovább tanult. 1936-ban Genovában, 1937-ben Firenzében, 1938-ban Brüsszelben vett részt versenyen. Utóbbi helyen csak hetedik lett, de életre szóló ismeretséget szerzett az (olasszal is rokon) belga királyi családdal. Kísérhette a kitűnő hegedűs Erzsébet anyakirálynét.
A sajtó figyelemét az 1939-es, első genfi nemzetközi verseny zongorakategóriájának megnyerésével vívta ki. A zsűriben ülő Alfred Cortot önkéntelen felkiáltásával az „új Lisztként” üdvözölte. A győzelem eredményeként tanári állást kapott a bolognai konzervatóriumban és lemezeket készíthetett a His Master's Voice olasz leányvállalatánál. Hazai koncertek után eljutott külföldre: több alkalommal Svájcban, 1940-ben Barcelonában és Ausztriában lépett fel. Ebben az évben volt egyetlen budapesti fellépése is. A második világháborút (a királyi család titkos közbenjárására) egy könnyű szolgálattal letudta. 1943-ban megházasodott. Felesége haláláig csendben „szolgált” mellette. A német megszállás alatt barátaik házában húzták meg magukat.
A háború után 1945. június 26-án lépett fel először a milánói La Scalában. Ettől az évtől a velencei konzervatóriumban oktatott. 1946-ban a korábban ellenséges területnek számító Londonban szerepelt. 1947-ben a RAI Torinói Zenekarának szólistájaként tett európai turnét. 1948-ban (Egyesült Államok, Kanada) és 1949-ben (Argentína) járt először más kontinensen. 1950-től a bolzanói konzervatórium tanára volt. 1954-ben egy tbc-fertőzés miatt kellett szünetet tartania. Az ötvenes években már világszerte ismert művész, a koncertezés mellett elkezdett rendszeresen mesterkurzusokat tartani.

### Önkéntes száműzetésben

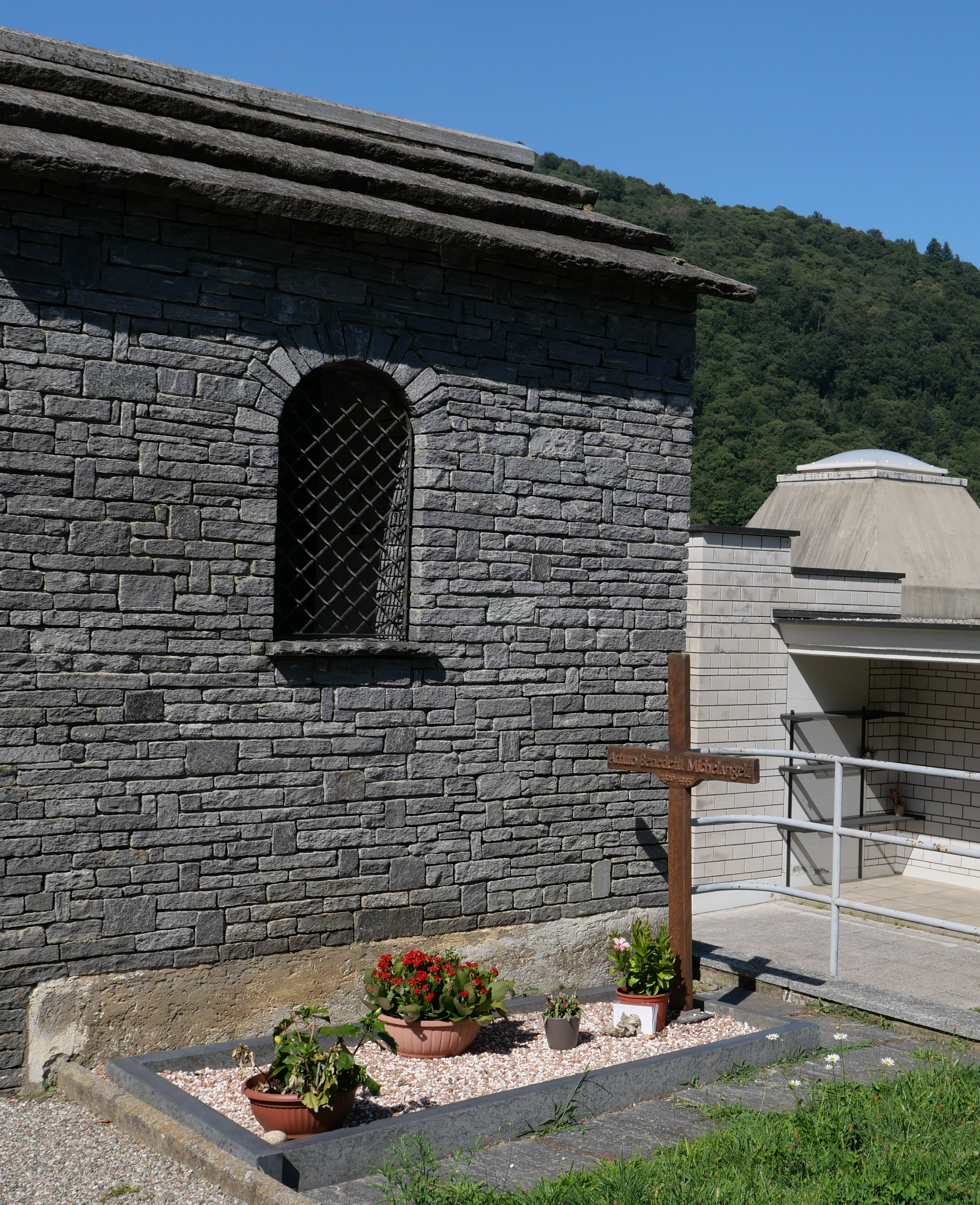
A sír 2025-ben.

1965-ben BDM néven könnyűzenei lemezkiadót alapított két barátjával. Ez 1968-ra csődbe jutott. Benedetti Michelangeli a vagyonával felelt a cégért: egy fellépés bevételét, két nyaralóját, és amit sosem bocsátott meg, két zongoráját foglalták le, mindezt megalázó módon, egy Riminiben tartott koncertjén, a közönség előtt jelentette be a végrehajtó. Örökre elhagyta Olaszországot, Svájcban telepedett le. Előbb Zürich kantonban, majd Riva San Vitaleban, végül 1979 augusztusától Purában találta meg otthonát. Eredménytelen volt Aldo Moro olasz miniszterelnök és Sandro Pertini köztársasági elnök békítési kísérlete. Megvonta a névhasználat jogát a Bresciában 1965 óta évente megrendezett zongorafesztiváltól is. 1993-ban fizetett hirdetésben mondta le négy londoni koncertjét, mert a rendezők megengedték, hogy nyolcvan olasz jegyet váltson.
Nemzetközi pályafutását nem érintette a jogi eljárás. A hatvanas években újabb helyek kerültek naptárába: 1964-ben a Szovjetunióban, 1965-ben Japánban, 1966-ban ismét az USA-ban turnézott. Európai fellépései is folytatódtak, Olaszországon rendszerint csak átutazott, hogy a Vatikánban lépjen fel (1977, 1987). Az országban csak Maranellóban tartózkodott hosszabban, a Ferrarik iránti szenvedélyét kiélendő. 1988. október 17-én egy bordeaux-i koncert közben szívinfarktust kapott. Kilencórás műtét és sokhavi kihagyás következett. Sikeresen tért vissza a hangversenydobogóra és a stúdiókba. 1992-ben újra megjárta Japánt. Búcsúfellépte 1993. május 7-én Hamburgban volt. Egy újabb szívbetegség következtében halt meg. Utolsó lakhelye, Pura temetőjében nyugszik, kívánságának megfelelően, jeltelen sírban.

## Művészete és az ember
Más, hosszú pályát befutott művészekhez hasonlóan, több korszakra tagolódik előadópályája. Kezdetben – összességében kis – repertoárján a romantikus szerzők nagy gesztusokat követelő művei szerepeltek. Fokozatosan felfedezte a nagyobb elmélyültséget követelő bécsi klasszikusokat. Előszeretettel játszott olasz barokk szerzőket is. Pályája vége felé a francia impresszionisták avatott tolmácsolója lett. Búcsúkoncertjén már csak Debussyt játszott. Utolsó korszakában a hangszínekkel való kifejezés, redukált érzelmek mestere volt. Sokan túl hűvös játékáért bírálták.
Személyéről, származásáról számos mítosz terjed(t). Magánéletét mindvégig óvta a nyilvánosságtól. Purában hangszigeteltette házát, hogy napi nyolc-tíz órás gyakorlását más ne hallhassa. Tanítványainak is propagálta, hogy a zenélés kemény munka felfogásában. Nagy igényeket támasztott a hangszerekkel szemben, gyakori koncertlemondásai legtöbbször a nem megfelelő zongora miatt voltak.